# Эзенва, Икечукву
Икечукву Винсент Эзенва (англ. Ikechukwu Vincent Ezenwa; 16 октября 1988, Йенагоа, Нигерия) — нигерийский футболист, вратарь. Играет за сборную Нигерии. Серебряный призёр летних Олимпийских игр 2008 года.

## Карьера
На клубном уровне выступал в чемпионате Нигерии за «Оушен Бойс», «Хартленд», «Шаркс» и «Саншайн Старз». С 2016 года защищает цвета клуба «Ифеаньи Убах».
В 2007 году сыграл три матча за молодёжную сборную Нигерии на чемпионате мира среди молодёжных команд. В 2008 году был резервным вратарём сборной Нигерии на летних Олимпийских играх в Пекине, на поле не выходил. С 2015 года выступает за основную сборную Нигерии, дебютировал в её составе 8 сентября 2015 года в товарищеском матче с командой Нигера.